# 303 км (зупинний пункт, Криворізька дирекція Придніпровської залізниці)
303 кіломе́тр — пасажирська зупинна залізнична платформа Криворізької дирекції Придніпровської залізниці на лінії Нижньодніпровськ-Вузол — Апостолове.
Розташована поблизу села Розтання Солонянського району Дніпропетровської області між станціями Незабудине (6 км) та Лошкарівка (5 км).
По платформі щоденно проходить пара дизель-потягів у напрямку Дніпра-Лоцманської та пара в напрямку Апостолового.